# Егерукаевцы
Егерука́евцы (самоназвание: адыгэ, еджэрыкъуай) — один из адыгских (черкесских) субэтносов. В некоторых источниках конца XIX — начала XX веков, например в «Энциклопедического словаря Брокгауза и Ефрона», описываются под названиями егеруки или егерукавцы.   
Изначально были частью темиргоевцев, от которых со временем обособились, сдвинувшись на северо-восток. Название субэтноса буквально обозначает «потомок Еджера» (имя собственное).
После Кавказской войны основная часть егерукаевцев было выселено из своей исторической родины, в ходе масштабного мухаджирства. По данным А.В. Твёрдого, до 1864 года егерукаевцы жили в районе станицы Тульской (изначально Егерухаевская — адыг. Еджэркъоежъ, а в ходе мухаджирства переселились по другим местам, в частности, в аулы Егерухай, Хатажукай, Джерокай и другие.

## Упоминания в исторических документах
- 1762 год: Французский консул в Стамбуле Пейсонель Клод-Шарль[7] — При описании «Страны Черкесов», привел племя «Егуркай» в списке черкесских (адыгских) племен.
- 1840 год: Русский генерал, топограф, Бларамберг, Иван Фёдорович составил описание Кавказа, в котором указал племя «Эгеркваи» в списке черкесских (адыгских) племен.
- 1858 год: Русский археолог и исследователь Кавказа Берже, Адольф Петрович писал «Егерукой — обитали на левом берегу р. Лабы, вблиз впадения её в р. Кубань. Оба эти племени находятся под властью князей Болотоковых. В 1849 году темиргоевцы и егерукаевцы, по наущению Магомет Амина, уходили за Белую. В 1851 году князь Болоток, возвратившись, покорился нам с частью своего народа, между тем как другая, большая, осталась за Лабою. Важнейшие фамилии суть следующие: Болотоковы, Каноко, Анчоко, Четоржоко и др.»

- 1913 год: Русский историк и член-корреспондент Петербургской академии наук Щербина, Фёдор Андреевич в своем основном научном труде «История Кубанского казачьего войска», написал — «Ближайшими соседями темиргоевцев, к юго-востоку, были егерухаевцы. Последние были «родовичами» темиргоевцев, обособившимися в отдельную отрасль, но осевшими рядом с ними в той же долине, между pp. Белой и Лабой. Владения егерухаевцев граничили с северо-востока с землями темиргоевцев, а с юго-востока с землями махошевцев. Эта юго-восточная граница направлялась по верховьям Фарса от абадзехской границы к среднему течению Лабы близ нынешней ст. Курганной.»